# 17 år
„17 år” – szósty singel szwedzkiej piosenkarki Veroniki Maggio, który został wydany w 2009 roku przez Universal Music Group. Singel został umieszczony na albumie Och vinnaren är....

## Teledysk
Teledysk do utworu wyreżyserowany przez Robinowicha został wydany 4 października 2008 roku przez Universal Music Sweden.

## Notowania na listach przebojów
| Kraj    | Lista (2009)   | Najwyższa pozycja |
| ------- | -------------- | ----------------- |
| Szwecja | Top 60 Singles | 19                |